# Jessica Alsola
Jessica Luisa Alsola (* 16. Juni 2004 auf den Philippinen) ist eine kanadische Tennisspielerin.

## Karriere
Alsola spielt bislang vor allem Turniere auf der ITF Women’s World Tennis Tour, wo sie bisher einen Titel im Doppel gewinnen konnte.

### College Tennis
Seit 2021 spielt sie für das Damentennisteam der Golden Bears der University of California.

## Turniersiege

### Doppel
| Nr. | Datum          | Turnier       | Kategorie | Belag | Partnerin        | Finalgegnerinnen                             | Ergebnis         |
| --- | -------------- | ------------- | --------- | ----- | ---------------- | -------------------------------------------- | ---------------- |
| 1.  | 6. August 2022 | Frederiksberg | ITF W15   | Sand  | Johanne Svendsen | Vilma Krebs Hyllested Rebecca Munk Mortensen | 6:4, 3:6, [10:7] |